# Мин-Куш
Мин-Куш (кирг. Миңкуш, в переводе — «тысяча птиц») — село в Жумгальском районе Нарынской области Кыргызстана.

## История
Возник в 1947 году как центр добычи урановой руды, открытой здесь несколько ранее геологом Кашириным. После исчерпания промышленных запасов урана и закрытия шахт был построен приборный завод «Оргтехника» по производству гектографов, механических карандашей, автоматических ручек с капиллярным пишущим стержнем (фломастеров) и пишущих узлов (стержней) к шариковым авторучкам, который функционировал с 1972 по 1994 годы.
После распада СССР промышленные предприятия Мин-Куша были закрыты, и посёлок сильно депопулировал. В 1952—2012 годах Мин-Куш имел статус посёлка городского типа.

## Население
| 1959   | 1970 | 1979 | 1989 | 2011 |
| ------ | ---- | ---- | ---- | ---- |
| 10 907 | 6218 | 8571 | 8348 | 3300 |

## Известные жители
- Муратбек Акимович Бегалиев (р. 1955) — композитор, ректор Кыргызской консерватории.